# Wolność zgromadzeń

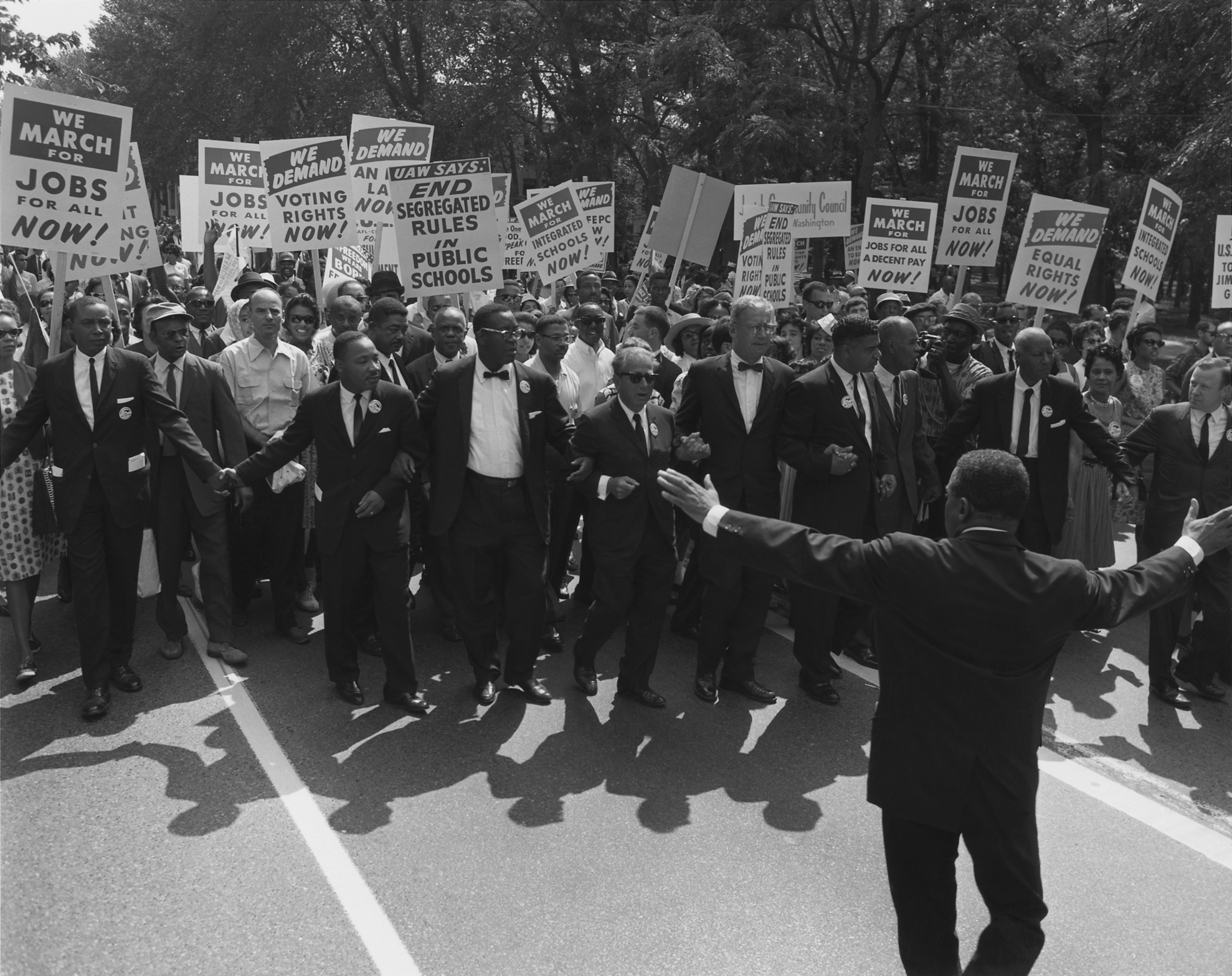
Przykład korzystania z wolności zgromadzeń – Marsz na Waszyngton, 28 sierpnia 1963

Wolność zgromadzeń – jedna z podstawowych wolności politycznych jednostki, polegająca na prawie do publicznego i pokojowego gromadzenia się ludzi, umożliwiająca wyrażanie przez nich własnych poglądów oraz wpływanie na procesy społeczne i polityczne. W państwie demokratycznym jest zwykle gwarantowana przez przepisy prawa, w tym przez Konstytucję.

## Znaczenie i istota
Wolność zgromadzeń zaliczana jest do grupy podstawowych swobód obywatelskich obok wolności słowa (wypowiedzi) i stowarzyszania się. Uznaje się ją za niezbędny czynnik umożliwiający manifestację naturalnego w społeczeństwie pluralizmu myśli i poglądów. Wolność tę realizuje się poprzez pokojowe zgromadzanie się w miejscu publicznym, zwykle pod gołym niebem.
Ustawodawstwo może określać ograniczenia wolności zgromadzeń, zwłaszcza ze względu na potrzebę zabezpieczenia porządku publicznego, ochrony zdrowia, moralności publicznej lub wolności i praw innych osób. Organy państwa mają obowiązek zapewnienia ochrony i bezpieczeństwa uczestnikom zgromadzeń.

## Gwarancje w prawie międzynarodowym
Wśród aktów prawa międzynarodowego gwarantujących wolność zgromadzeń są m.in. Powszechna deklaracja praw człowieka z 1948 (art. 20), Europejska konwencja praw człowieka z 1950 (art. 11) i Międzynarodowy pakt praw obywatelskich i politycznych z 1966 (art. 21). W opinii Europejskiej Komisji Praw Człowieka na temat wolności zgromadzeń „prawo to należy do podstawowych w społeczeństwach demokratycznych i jest jednym z filarów, na których je zbudowano”.

## Wolność zgromadzeń w Polsce
Konstytucja RP z 2 kwietnia 1997 stanowi wolność zgromadzeń w art. 57. Ograniczenia wolności zgromadzeń mogą mieć jedynie podstawę ustawową.
Zgromadzenie może być otwarte dla nieograniczonej liczby osób. Przeprowadzenie zgromadzenia nie wymaga uzyskania zezwolenia. Organizatorzy powinni jedynie powiadomić władze o swoim zamiarze i zapewnić pokojowy przebieg zgromadzenia. Obowiązuje zakaz posługiwania się przemocą dla osiągnięcia celów zgromadzenia i zakaz uczestnictwa w takich zgromadzeniach. Władze mogą nie dopuścić do przeprowadzenia takiego zgromadzenia, a jeżeli ono trwa – rozwiązać je.
Po 1989 wolność zgromadzeń całościowo uregulowała ustawa z 1990 – Prawo o zgromadzeniach. Została zastąpiona ustawą z 2015. Nowelizacja dokonana w 2016 przyznała pierwszeństwo zgromadzeniom cyklicznym. „Gdy wojewoda wyda zgodę na takie zgromadzenie, to wójt jest zobowiązany wydać decyzję zakazującą odbywania manifestacji – w tym samym miejscu i czasie – choćby była ona zgłoszona dużo wcześniej”. Wprowadzenie instytucji zgromadzeń cyklicznych spotkało się z krytyką, w tym ze strony konstytucjonalistów i Rzecznika Praw Obywatelskich Adama Bodnara. Nowelizacja prawa o zgromadzeniach z grudnia 2016 była przedmiotem wyroku Trybunału Konstytucyjnego z dnia 16 marca 2017 r. (sygn. akt Kp 1/17), w którym ustawa nowelizująca została uznana za zgodną z Konstytucją. W opinii Moniki Florczak-Wątor zaprezentowana w tym wyroku przez Trybunał „nowa koncepcja relacji między jednostką a państwem nie ma żadnego oparcia w obecnie obowiązującej Konstytucji. Jest to bowiem koncepcja zakładająca sterowanie jednostką przez władzę publiczną poprzez prawne uprzywilejowywanie takich sposobów korzystania przez jednostkę z przysługujących jej wolności, które służą realizacji celów wyznaczonych przez władzę publiczną.” Autorka uznała wyrok z 16 marca 2017 za nieważny „z uwagi na nieprawidłowo obsadzony skład orzekający”.